# 千福寺 (四日市市)
千福寺（せんふくじ）は、三重県四日市市生桑町にある、信貴山真言宗の仏教寺院。山号は生桑山（いくわさん）、院号は 信貴山別院（しぎさんべついん）。本尊は毘沙門天。
本尊は桧材による、寄木内ぐりの技法で造られ、像高81.1cmの毘沙門天像で、運慶に学んだ慶派仏師の作といわれ、四日市市に残る、鎌倉時代彫刻を代表する逸品といわれている。

## 縁起
天平8年（736年）聖武天皇の勅命により、行基菩薩が長松山永代寺が建立されたが（現在の三重県立四日市商業高等学校付近）、のち焼失したと伝えられる。その後　鎌倉時代後期、京都東福寺の虎関国師が伽藍復興を発願され、永代寺寺領内であった現在地に石仏の毘沙門天を奉祀し復興する。
明治維新の廃仏毀釈の折、伊勢国密厳寺の定峯和尚が、当山へ現在の本尊仏である、毘沙門天を奉持した。昭和33年（1958年）に本尊仏の縁により、毘沙門天の総本山である信貴山朝護孫子寺の四日市別院として再興する。

## 文化財
- 毘沙門天立像（鎌倉中期の作）
  - 三重県指定文化財 (昭和38年11月11日　指定[1])

## 所在地
- 三重県四日市市生桑町1825-1

## おもな年中行事
- 4月8日　花まつり
- 5月8日、11月8日　本尊御開帳

## 近隣施設
- 三重県立四日市商業高等学校

## アクセス
- 近鉄四日市駅より約4.6km
- 国道1号中部交差点より約5km
- 東名阪自動車道 四日市ICより約5km